# Milan Lešnjak
Milan Lešnjak (Servisch: Милан Лешњак) (Belgrado, 9 september 1975) is een Servisch voetbalcoach en voormalig profvoetballer die meestal speelde als libero.

## Clubcarrière
Lešnjak kwam uit voor zijn jeugdclub Rode Ster Belgrado en vooral FK Obilić, waar hij in april 1998 zijn transfer naar Club Brugge versierde. De Servische competitie was begin april afgelopen, waarna hij meteen de overstap maakte naar het Olympiastadion.

### Club Brugge
Lešnjak maakte zijn officiële debuut voor Club Brugge in de bekerfinale van 1998, die de Bruggelingen met 4-0 verloren van KRC Genk.
Lešnjak speelde ruim viereneenhalf jaar voor Club Brugge, meestal als libero. Hij kreeg het rugnummer 25 toegewezen, later speelde hij met nummer 4. Tussen april 1998 en januari 2003 won hij vier prijzen: een Beker van België ook tweemaal de Belgische Supercup. Kort na zijn komst mocht hij ook al de elfde landstitel van Club Brugge vieren, maar daar had de Serviër geen aandeel in gehad.
Lešnjak groeide niet meteen uit tot een vaste waarde bij Club Brugge, maar zijn harde werk zou wel beloond worden. Onder zijn eerste trainer in Brugge, Eric Gerets, werd hij tijdens het seizoen 1998–99 in slechts twaalf competitiewedstrijden gebruikt. Lešnjak speelde dat seizoen ook wel zes Europese wedstrijden (waarvan vijf als basisspeler) en een bekerwedstrijd. Onder Eric Gerets' opvolger René Verheyen, die eerder ook al assistent-trainer was onder Gerets, kwam Lešnjak vaker aan spelen toe.
In de zomer van 2000 streek Trond Sollied neer in Brugge. De Noor zag in Lešnjak de patron van zijn verdediging, gekoppeld aan Nzelo Lembi of Tjörven De Brul. Beide verdwenen uit de basis na de opmars van de jeugdige Birger Maertens en de transformatie van middenvelder Philippe Clement naar centrale verdediger. Lembi verruilde Club Brugge na het seizoen 2001–02 meteen voor Kaiserslautern uit de Bundesliga, ondanks dat Lembi nog tot 2004 onder contract lag. 
Lešnjak en De Brul bleven bij de club, maar moesten vrede nemen met een rol als wisselspelers het seizoen daarop. Lešnjak won nog wel de Beker van België in 2001–02, zonder dat hij in actie kwam tijdens het toernooi. 
Lešnjak overleefde de natuurlijke selectie van Sollied aanvankelijk. Nadat de Slowaakse verdediger Marek Špilár bij Brugge tekende begreep hij dat het stilaan over was voor hem in het Jan Breydelstadion. Doordat Špilár echter algauw sukkelde met de buikspieren en De Brul geblesseerd aan het seizoen was begonnen, kwam hij toch in actie. In zijn laatste halve seizoen bij de club speelde Lešnjak twee duels in de competitie en was erbij in de bekerwedstrijd tegen Wevelgem City (2–0 zege). Lešnjak was er tevens bij tegen FC Barcelona in de groepsfase van de UEFA Champions League. Brugge verloor thuis met 0–1. Om tactische redenen werd Lešnjak vervangen door spits Bengt Sæternes. 
Lešnjak speelde 85 officiële wedstrijden voor Club Brugge, waarvan 59 in de Jupiler Liga.

### Latere carrière
In de winter van het seizoen 2002–03 vertrok Lešnjak naar Rusland, waar hij voor Satoern Ramenskoje (een club uit de oblast Moskou) ging voetballen. In 2005 stopte hij met voetballen.

## Jeugdcarrière
- 1984-1993:  Rode Ster Belgrado

## Profcarrière
- 1993-1994:  Rode Ster Belgrado
- 1994-april 1998:  FK Obilić
- april 1998-januari 2003:  Club Brugge
- januari 2003-2005:  FK Saturn

## Erelijst
Club Brugge
- Beker van België

2002
- Belgische Supercup (2)

1998, 2002